# Val-de-Reuil
Val-de-Reuil is een gemeente in het Franse departement Eure (regio Normandië). De gemeente telde 12.939 inwoners op 1 januari 2022. De plaats maakt deel uit van het arrondissement Les Andelys. Val-de-Reuil is een zogenaamde ville nouvelle.
De stad werd ontworpen in de jaren 1960 door architect Gérard Thurnauer. Ze werd gebouwd op een braakliggend terrein om inwoners uit de agglomeratie van Rouen te ontvangen. De stad werd gebouwd in de jaren 1970 maar al snel trad er verloedering op. Val-de-Reuil geldt als een van de armste steden met meer dan 10.000 inwoners in Frankrijk.

## Geografie
De oppervlakte van Val-de-Reuil bedroeg op 1 januari 2022 25,6 vierkante kilometer; de bevolkingsdichtheid was toen 505,4 inwoners per km². De stad werd gebouwd tussen de Seine en de autoroute de Normandie (A13) op enkele kilometers van Louviers.
De onderstaande kaart toont de ligging van Val-de-Reuil met de belangrijkste infrastructuur en aangrenzende gemeenten.

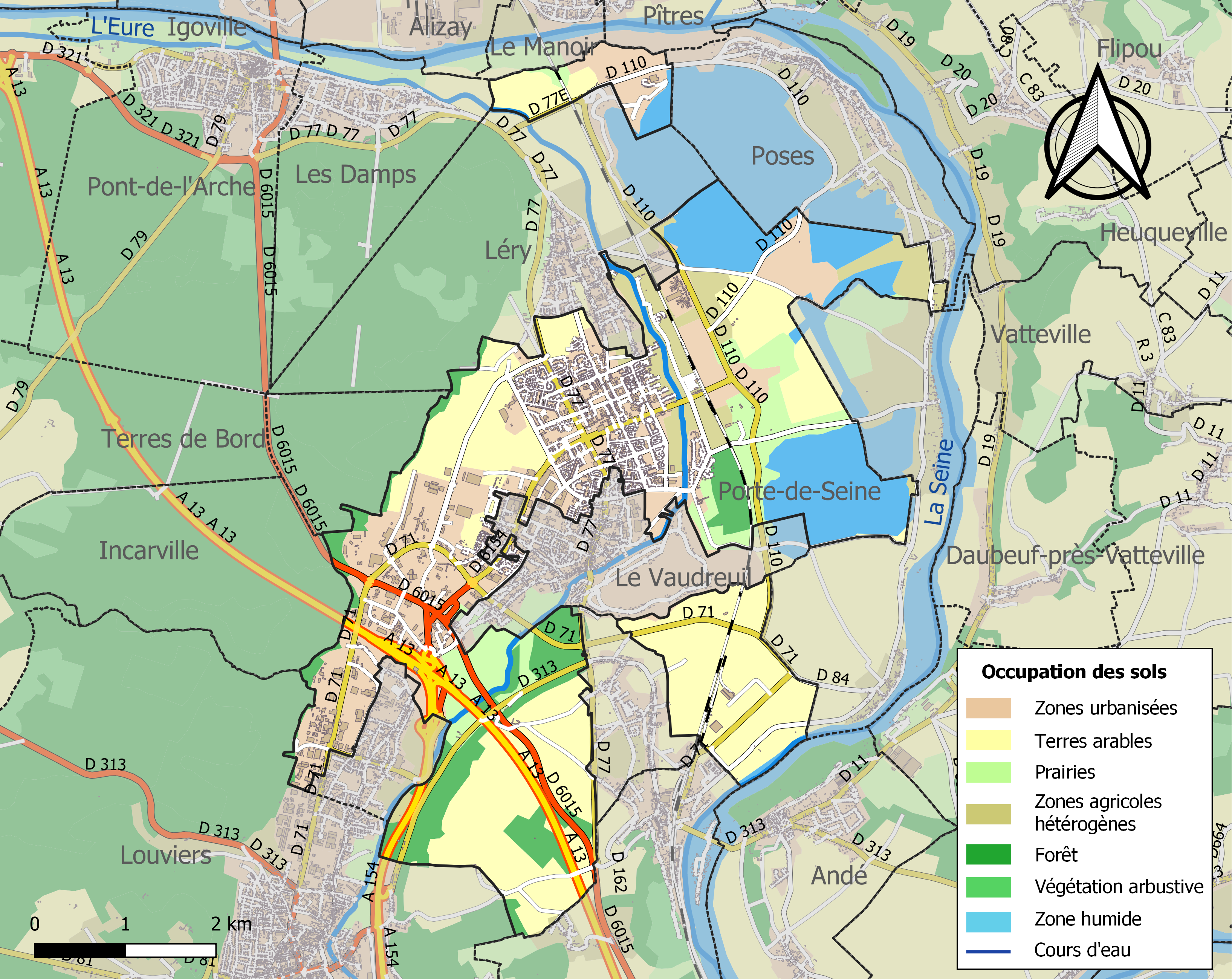

## Verkeer en vervoer
In de gemeente ligt spoorwegstation Val-de-Reuil.

## Demografie
Onderstaande figuur toont het verloop van het inwonertal (bron: INSEE-tellingen).